# 袁客師
袁客师（?—?），唐朝益州成都县（今四川省成都市）人，袁天纲的儿子。
袁客师传承袁天纲的相术，担任廪牺令（掌藏穀、养牲供应祭祀的官员）。唐高宗把一鼠放在匣中，命令各個算命師猜测，都说是老鼠。袁客师說：“虽然是老鼠，但是放进去一只，出来则四只。”打开一看，大老鼠生了三个小老鼠。曾经渡江，刚上船就下来了，左右问原因，他说：“舟中人鼻下之气都是黑的（將有船難），不可以渡江。”这时有一男子，跛足背负着东西，径直上舟，袁客师说：“贵人在，我可以渡江了。”江中风浪忽起，差点覆船，而最终幸免。跛足男子就是娄师德。